# Phobaeticus serratipes
Espèce
Phobaeticus serratipes est une espèce de phasmes de la famille des Phasmatidae. Certains individus figurent parmi les plus grands insectes observés.
L'espèce a été décrite pour la première fois en 1835 par le zoologiste britannique George Robert Gray (1808-1872).

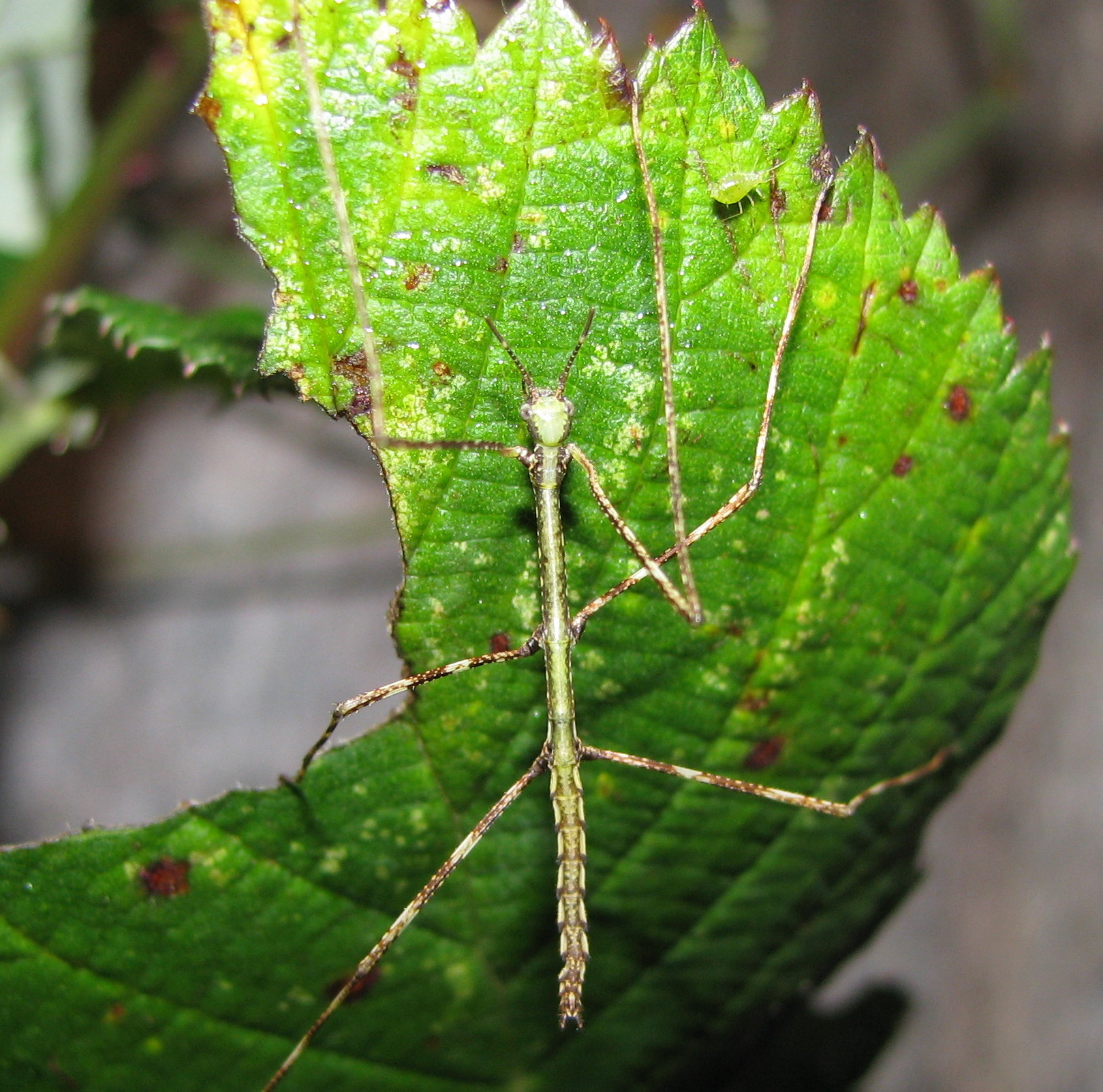
Larve tout juste éclose

## Galerie

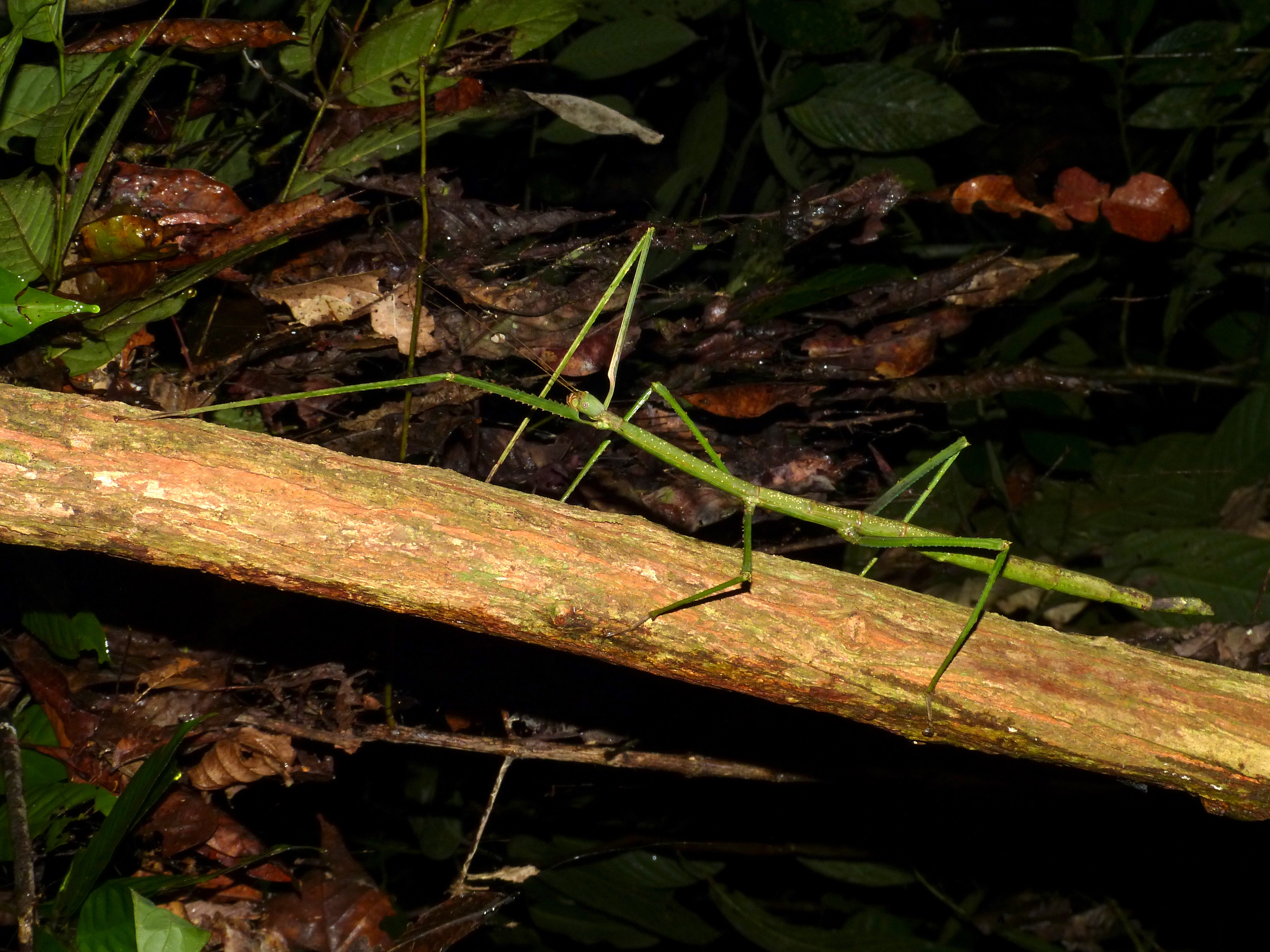
Phobaeticus serratipes (Parc national de Taman Negara, Malaisie).
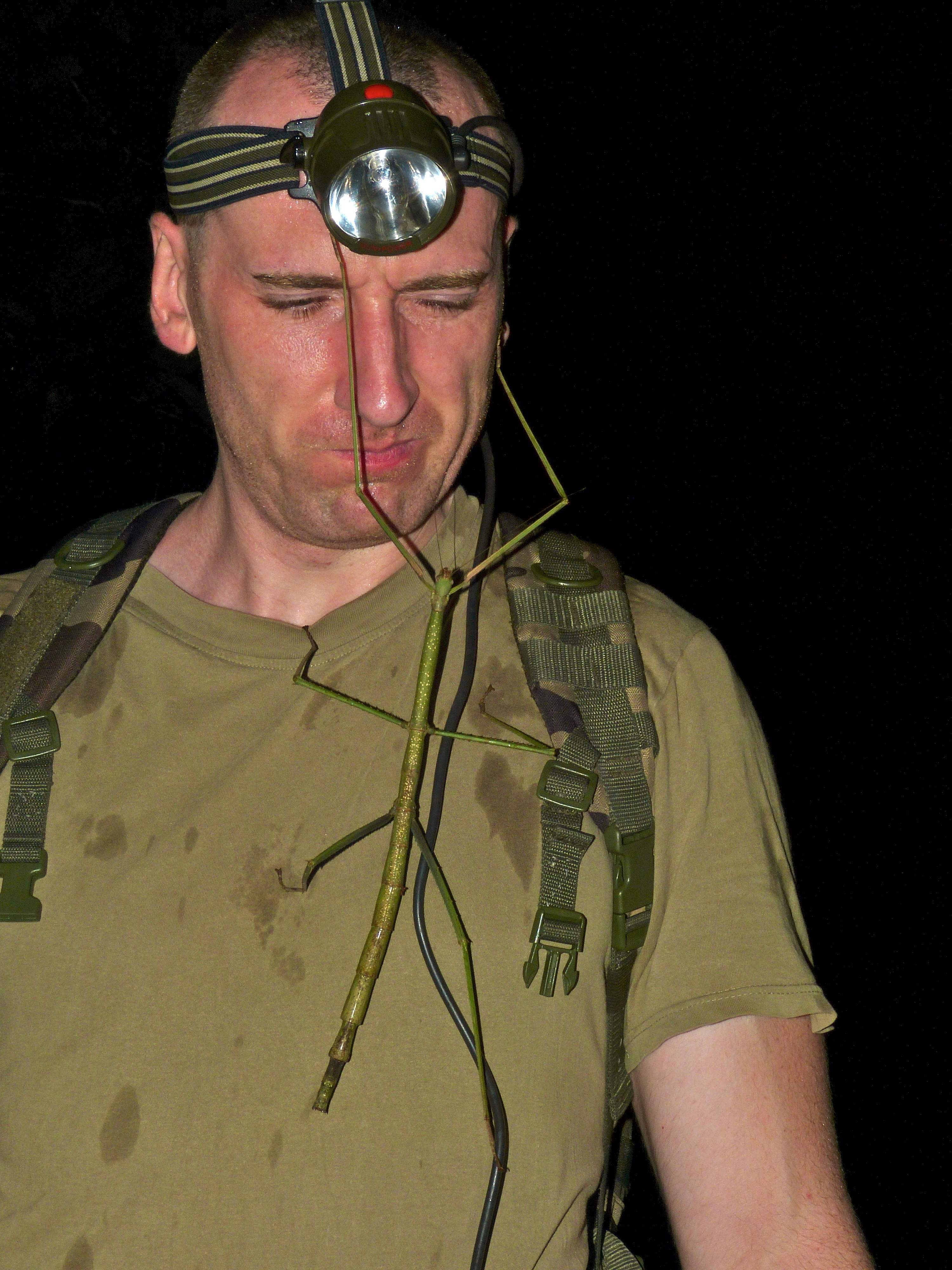
Phobaeticus serratipes.